# Малые пастушки
Малые пастушки (лат. Amaurornis) — род птиц из семейства пастушковых (Rallidae). Родовое название происходит от др.-греч. αμαυρος — «тёмный» или «коричневый» и др.-греч. ορνις — «птица».
Распространены в Азии, Австралии и Океании.

## Классификация
Международный союз орнитологов в род включает 5 видов:
- Amaurornis isabellina (Schlegel, 1865) — Сулавесский малый пастушок[1]
- Amaurornis magnirostris Lambert, 1998
- Amaurornis moluccana (Wallace, 1865)
- Amaurornis olivacea (Meyen, 1834) — Филиппинский малый пастушок[1]
- Amaurornis phoenicurus (Pennant, 1769) — Белогрудый малый пастушок

Ещё 3 вида, ранее относимых к этому роду, по результатам филогенетических исследований 2002 года перенесены в род Zapornia.